# Тшеснь (Мелецький повіт)
Тшеснь (пол. Trześń) — село в Польщі, у гміні Мелець Мелецького повіту Підкарпатського воєводства.
Населення — 1366 осіб (2011).
У 1975-1998 роках село належало до Ряшівського воєводства.

## Демографія
Демографічна структура станом на 31 березня 2011 року:
|          | Загалом | Допрацездатний вік | Працездатний вік | Постпрацездатний вік |
| -------- | ------- | ------------------ | ---------------- | -------------------- |
| Чоловіки | 685     | 177                | 444              | 64                   |
| Жінки    | 681     | 163                | 394              | 124                  |
| Разом    | 1366    | 340                | 838              | 188                  |